# Arboldswil
Arboldswil är en ort och kommun i distriktet Waldenburg i kantonen Basel-Landschaft, Schweiz. Kommunen har 581 invånare (2023).